# Полубинский, Александр Иванович
Князь Александр Иванович Полубинский (ум. до 1608) — крупный военный и государственный деятель Великого княжества Литовского, староста вольмарский и трикацкий, державец зигвольский и вилькийский, каштелян новогрудский (1586— до 1608).

## Биография
Александр Полубинский происходил из литовского княжеского рода Полубинских. Он был старшим сыном князя Ивана Андреевича Полубинского (умер в 1556), маршалка господарского (1550—1556), и Невиданны Михайловны Сангушко. В 1546 году Александр вместе с дядей Василием Андреевичем и братом Михаилом судился с князем Толочинским о своей доле в Друцке. В 1549 году он был назначен вместо отца справцой Новогрудского воеводства. В 1555 году судился с братом Михаилом, который обвинял его в наезде на Деречин.
В 1549—1551 годах князь Александр управлял от имени отца воеводством Новогрудским. Как ротмистр, командовавший отрядом литовских татар, он упоминается уже в 1559 году. В связи с угрозой нападения Москвы в конце января того же года он был отправлен королём Сигизмундом Августом в Ливонию с приказом соединиться с отрядом Ежи Зеновича. Литовцы должны были встретиться с сильным отрядом Готхарда фон Кетлера и занять замки, признанные за польским королём согласно договору от 31 августа 1559 года.
В 1560 году Полубинский принял участие в Ливонской войне с Русским государством, был назначен «региментарием» литовской армии, став заместителем великого гетмана литовского Николая Радзивилла «Рыжего». Проявил чудеса храбрости, отличился в боях с русскими под Венденом и Мариенбургом. Летом 1560 года князь разбил стражу пятидесятитысячной московской армии, осаждавшей крепость Кесь (Венден). После отхода московских войск и роспуска армии Яна Ходкевича в Инфлянтах, Полубинский настиг и разбил несколько русских отрядов под Мариенбургом (Алуксне), взяв в плен московского воеводу князя Мещерского.
В течение последующих лет Полубинский командовал литовскими войсками в Ливонии в должности поручика гетмана Великого Литовского Николая Радзивилла, организуя вылазки против шведских и московских отрядов. В 1562 году он получил приказ предотвратить угрозу осады шведами крепости Кокенхаузен (Кокнесе). В мае 1563 года паны рады Великого Княжества Литовского направили Полубинскому письмо с предписанием приостановить борьбу с русской армией. Выполняя это распоряжение, князь в том же году с отрядами магистра Готхарда Кетлера пошёл на отряды шведские в южных Инфлянтах в направлении Парнавы. В 1564 году по приказу короля он организовал экспедиции в Мариенбург, Дерпт и в Псковскую область, которые находились под властью Москвы.
Весной 1565 года князь Александр Полубинский выделил часть своих сил, которые первоначально предполагалось использовать в польской кампании против Красного Городка. В конечном счёте, они были использованы, однако, Яном Ходкевичем для обороны Жмуди в районе Шадова, между Поневежем (Паневежис) и Шавлями (Шяуляй).
В 1566 году Полубинский ожидал в Инфлянтах нападения московских войск, о чём он уведомил гетмана Григория Ходкевича. Однако, в это время дело дошло до стычек со шведами: в июне 1566 года силами в 3000 человек князь осадил замок Каркус, занятый шведскими отрядами под предводительством Т. Хайнрихсона. Осада продолжалась три месяца, при этом Полубинский понёс большие потери и осада кончилась неудачей. В октябре князь отступил от Каркуса. Ранее, 2 августа 1566 года он, как и другие ливонские ротмистры, поступил под командование вновь назначенного администратора Инфлянт — Яна Иеронимовича Ходкевича.
Полубинский участвовал в земской службе в Молодечно 28 ноября 1567 года, а затем, предположительно, участвуя в Радошковицкой экспедиции в январе 1568 года во главе хоругви (отряд из 200 конных воинов). В это время он уже был комендантом замков в Инфлянтах — Вольмара и Триката (Трикатен). В начале 1569 года во главе отдельного отряда он совершил вылазку из Вольмара на московскую пограничную крепость Изборск. 11 января после отчаянной атаки замок был взят. Взятых в плен солдат вместе с воеводой Афанасием Нащокиным, доверенным лицом русского царя Ивана IV Грозного, Полубинский отправил под охраной своего брата Михаила к польскому королю Сигизмунду-Августу. Князь просил короля о помощи для последующей обороны, а сам в это время опустошал окрестности самого Пскова. Однако, помощи он не получил, а оставленный им в Изборске отряд Петра Казимирского не выдержал четырёхнедельной осады московских войск.
После заключения польско-московского перемирия в 1570 году Полубинскому, провозглашённому «справцей рыцарства», подчинялись отряды нескольких замков в середине течения реки Аа в Инфлянтах. Его хоругвь насчитывала от 100 до 200 конников, набирал он в неё солдат с января 1570 по июнь 1571 года.
В 1565 году в награду за военную службу Полубинский был назначен старостой вольмарским и державцем зигвольским. В августе 1566 году стал державцем вилькийским. Через некоторое время великий князь литовский и король польский Сигизмунд II Август назначил Александра Полубинского державецем поюрским.
После захвата Южных Инфлянт в первой половине 1575 года объединёнными войсками Ивана Грозного и его ставленника датского принца Магнуса, Полубинский начал военную кампанию из Вольмара и Триката вглубь московских владений в сторону Дерпта. Его отряды, состоявшие из немецких наёмников и литовских солдат, опустошили территорию в районе реки Аа, разбив ряд московских отрядов. В 1576 году он выказал большую активность при обороне Инфлянт. В первой половине августа Полубинский прибыл к польскому королю Стефану Баторию с двумя инфлянтскими послами — Яном Таубе и Эрлом Краузе. Стефан Баторий поручил Яну Ходкевичу ввести отряды пехоты в ливонские замки а также 100 человек конных воинов придать самому старосте Вольмарскому. Утверждённый план обороны Инфлянт предусматривал взаимодействие отрядов гетмана польного литовского Кшиштофа Радзивилла с силами Полубинского (всего, их войска насчитывали до 1000 солдат), а также князя Курляндского Готхарда Кеттлера, города Риги и Яна Ходкевича.
25 декабря 1576 года по королевскому указу Полубинский был направлен вместе с великим гетманом литовским Николаем Радзивиллом «Рыжим» в Ливонию, чтобы оборонять её от русской армии. В 1577 году русские осадили и заняли ливонский замок Вольмар, Полубинский был взят там в плен. Незадолго до того русский царь писал Полубинскому:

А пишешь, что ты — Палемонова рода, так ведь ты — полоумова рода, потому что завладел государством, а удержать его под своей властью не сумел, сам попал в холопы к чужому роду. А что ты называешься вице-регентом земли Ливонской, правителем рыцарства вольного, так это рыцарство бродячее, разбрелось оно по многим землям, а не вольное. А ты вице-регент и правитель над висельниками: те, кто из Литвы от виселицы сбежал, — вот кто твои рыцари! А гетманство твое над кем? С тобой ни одного доброго человека из Литвы нет, а всё — мятежники, воры и разбойники. А владений у тебя — нет и десяти городков, где бы тебя слушали.
В августе 1577 года король Стефан Баторий подписал указ, в котором обязал всех подданных Полубинского продолжать выполнять свои повинности и подчиняться его жене Софье Юрьевне Гольшанской. На допросе Александр Полубинский рассказал царю об измене вассального ливонского короля Магнуса, который перешел на сторону Речи Посполитой.
В 1578 году князь был освобожден из русского плена и вернулся на родину, где потерял права на вольмарское и трикацкое староства. В начале 1579 года Стефан Баторий утвердил за ним державу вилькийскую. В 1580 году жена Полубинского уступила мужу права на родовое имение Глуск.
В том же году князья Петр, Григорий, Матвей и Юзеф Фёдоровичи Полубинские (племянники Александра Ивановича) обвинили своего дядю в нанесении ущерба их части усадьбы Деречин.
В 1586 году Полубинский был назначен каштеляном новогрудским. В 1599 году купил у князя Вишневецкого его часть усадьбы Деречин.

## Семья
Полубинский был с 1557 года женат на Софье Юрьевне Гольшанской-Дубровицкой, дочери князя Юрия Ивановича Гольшанского (умер в 1536). Дети:
- Александр Александрович Полубинский (умер в 1616), староста вилькийский (1586) и подкоморий лидский (1603)
- Богдана Александровна Полубинская, жена каштеляна виленского Иеронима Юрьевича Ходкевича.